# Abaújnádasd
Abaújnádasd (szlovákul Trstené pri Hornáde, korábban Nádošec) község Szlovákiában, a Kassai kerület Kassa-környéki járásában.

## Fekvése
Kassától 18 km-re délkeletre, a Hernád bal partján fekszik, Kékedtől 2,8 km-re, a magyar határ mellett.

## Története
1215-ben „Zaka” néven említik először, Abaújvár uradalmához tartozott. Az első település valószínűleg a tatárjárásban elpusztult és a Hernád völgyébe betelepített magyar lakosság új falut alapított „Nádasd” néven. Ezután a falut hol Zaka, hol Nádasd néven említik, az utóbbi név a 14. századtól állandósult.
A 18. század végén Vályi András így ír róla: „NÁDASD. Magyar falu Abaúj Várm. földes Urai Sós, és több Urak, lakosai leginkább reformátusok, fekszik Telki Bányához fél mértfölnyire, határja jó, legelője tsekély, de más szép javai vannak, Kassán vagyonnyaikat jól el adhattyák.”
Fényes Elek 1851-ben kiadott geográfiai szótárában így ír a faluról: „Nádasd, tót-magyar falu, Abauj vmegyében, a Hernád völgyében, egy gyönyörű felemelkedett helyen, 998 kath., 7 evang., 89 ref., 50 zsidó lak. Kath. paroch. templom. Három kastély. Jövedelmes vizimalom. F. u. Sós, Csoma, Bónis, Fekete, Czékus. Ut. p. Kassa.”
Borovszky monográfiasorozatának Abaúj-Torna vármegyét tárgyaló része szerint: „Nádasd kisközség 159 házzal 992 magyar és tót lakossal. Postája Zsadány, távirója: Alsó-Mislye. A katholikus templom szentélye csúcsives modorban van épitve és egyik faragott kövében az 1458. évszám olvasható. E templomot  1763-ban Kapy Judit restauráltatta. Itt van a Soós család sirboltja is. A községben magas dombtetőn csinos kerben áll Kovács Gézának gyönyörü kilátást nyujtó, egyszerü de érdekes elrendezésü kastélya, melyet e század elején a Soós család épittetett, az akkoriban divatba jött klasszikuskodó izlésben.”
1920 előtt Abaúj-Torna vármegye Füzéri járásához tartozott, ezután az új csehszlovák állam része lett. 1938 és 1945 között újra Magyarország része.
2013. október 21-én felavatták a Kéked-Abaújnádasd közötti 2,8 km hosszú összekötő utat.

## Népessége
| Év:            | 1994. | 2004.   | 2014.   | 2024.   |
| -------------- | ----- | ------- | ------- | ------- |
| Emberek száma: | 1480  | 1460    | 1538    | 1511    |
| Eltérés:       |       | -1,35 % | +5,34 % | -1,75 % |

| Év:            | 2023. | 2024.   |
| -------------- | ----- | ------- |
| Emberek száma: | 1500  | 1511    |
| Eltérés:       |       | +0,73 % |

1746-ban 335-en lakták, vegyesen magyarok és szlovákok. Közülük 97 görögkatolikus, 90 római katolikus, 49 kálvinista volt.
1910-ben 1045-en lakták, közülük 589 szlovák, 426 magyar anyanyelvű.
2001-ben 1466 lakosából 1425 szlovák volt.
2011-ben 1523 lakosából 1347 szlovák volt.